# Samosdiełka
Samosdiełka (ros. Самосделка) – wieś w Rosji, w obwodzie astrachańskim, w rejonie kamyziackim. W 2010 liczyła 1240 mieszkańców.